# به من دروغ بگو
به من دروغ بگو (به انگلیسی: Lie to Me) نام یک مجموعه تلویزیونی جنایی درام آمریکایی است که اولین بار ۲۱ ژانویه ۲۰۰۹ از شبکه فاکس پخش شد.

در این مجموعه، دکتر کَل لایتمن (تیم راث) و همکاران وی در گروه لایتمن، قراردادهای کاری را برای کمک کردن طرف‌های سوم (مانند مقام‌های قضایی فدرال و محلی) در پیدا کردن حقیقت قبول می‌کنند. دکتر لایتمن و همکارانش متخصص زبان بدن هستند و همه احساس‌ها و عواطف و دروغ‌های دیگران را با توجه به صدا، حرکات صورت و بدن تشخیص می‌دهند. محوریت فیلم روی تشخیص حقیقت و انگیزه‌های افراد از روی زبان بدن است.

## جوایز
مجموعه تلویزیونی به من دروغ بگو دو بار نامزد جوایز برگزیده مردم شد و هر دو جایزه را به دست‌آورد.
- جوایز برگزیده مردم ۲۰۰۹: جایزه به تیم راث بعنوان مبارز محبوب جرم و جنایت.
- سی و هفتمین دوره جوایز برگزیده مردم ۲۰۱۱: مجموعه تلویزیونی درام جنایی مورد علاقه

## نامزد دریافت جایزه
- جوایز امی ساعات پربیننده برای دکور تحسین‌برانگیز